# 刘建 (中将)
刘建（1958年12月—），河北石家庄人。中国人民解放军中将。

## 生平
曾任北京军区陆军第二十七集团军政治部主任。2010年，任陆军第六十五集团军政委。2015年7月，任沈阳军区空军政治委员。2016年，任北部战区副政委兼政治工作部主任。2018年6月，调任北京军区善后办政委。
2016年8月，晋升中将军衔。